# Simultane thermische Analyse
Die simultane thermische Analyse (STA) ist eine etablierte Methode in der Materialcharakterisierung und bezeichnet meist die simultane Messung von Massenänderungen mittels Thermogravimetrie (TG) und kalorischen Effekten einer Probe mittels dynamischen Differenzkalorimetrie (DSC) während eines kontrollierten Temperaturprogramms. Eine STA-Apparatur besitzt mehrere grundsätzliche Vorteile: 
Einerseits lassen sich bei der simultanen thermischen Analyse sowohl die temperaturabhängigen Massenänderungen (TG) als auch die kalorischen Effekte (zum Beispiel Phasenumwandlungstemperaturen und -enthalpien) mittels DSC in nur einer einzigen Messung bestimmen, was den zeitlichen Aufwand reduziert und oftmals teures und schwierig herzustellendes Probenmaterial einspart.
Andererseits sind die TG- und DSC-Ergebnisse einer STA-Messung auch tatsächlich miteinander vergleichbar und korrelierbar, da exakt die gleichen Messbedingungen vorherrschen und auch Einflüsse unterschiedlicher Probenpräparationen ausgeschlossen sind.
Schließlich ist für eine genaue Enthalpiebestimmung mittels DSC auch immer die exakte Kenntnis der aktuellen Probenmasse gegeben.